# Aderus multispinosus
Aderus multispinosus is een keversoort uit de familie schijnsnoerhalskevers (Aderidae). De wetenschappelijke naam van de soort werd in 1927 gepubliceerd door Maurice Pic.